# کنتامینا
کنتامینا (به اسپانیایی: Contamina) یک دهستان در اسپانیا است که در استان ساراگوسا واقع شده‌است. کنتامینا ۱۳ کیلومتر مربع مساحت و ۴۲ نفر جمعیت دارد.